# Orlando Gaona Lugo
Orlando Gaona Lugo (Villa Hayes, Paraguay; 25 de julio de 1990) es un futbolista paraguayo. Juega como extremo derecho y su equipo actual es el Club Nacional de la Primera División de Paraguay. Fue internacional con la selección paraguaya.

## Trayectoria

### Inicios
Gabriel Gaona Lugo se inició en el club 29 de Setiembre, de la ciudad de Luque, desde donde en 2008 emigró, bajo la tutela del exfutbolista paraguayo Adolfino Cañete, pasó por el club Gimnasia y Esgrima de la ciudad de Clorinda, provincia de Formosa, y luego tomó rumbo a la sede destinada a albergar a las divisiones inferiores del club argentino Boca Juniors, denominada Casa Amarilla. Con el tiempo ha sido comparada su forma de jugar con la de Rodrigo Palacio, por su habilidad para superar a su marcador mediante la velocidad.
Su nombre se hizo conocido por primera vez de una manera tan peculiar como extraordinaria al establecer el jueves 3 de diciembre de 2009 un récord por anotar cuatro goles en un breve lapso de cinco minutos (a los 6, 7, 8 y 11 minutos). Ocurrió durante un partido de Reserva jugado ante Gimnasia y Esgrima de La Plata, al que su equipo venció por 6 a 0.

### Boca Juniors
Debutó en la Primera División el 12 de septiembre de 2010 en la 6ª fecha del torneo Apertura frente a Olimpo (BB). Los xeneizes se impusieron por 3 a 1, con el paraguayo arrancando el partido de titular. Aunque su puesto natural es el de delantero, durante los primeros partidos el director técnico Claudio Borghi decidió ubicarlo en la posición de volante lateral por derecha. Pese a la nueva función que debió ejecutar, Gaona Lugo recibió elogios por parte de la prensa especializada.
En el 2011, debutó con la Selección mayor de Paraguay en un amistoso jugado el 5 de junio de ese con la Argentina, en ese encuentro fueron citados jugadores del medio local. Sin embargo, unos días después de disputado el partido con la selección, al futbolista le fue dignosticada una lesión grave en el tercio medio de la tibia de su pierna izquierda, producto del estrés físico, lo que le impidió jugar por el resto del año.
En el primer semestre del 2012, pese a estar total recuperado, no fue tenido en cuenta, por lo que debió entrenarse con la reserva. Aunque la espera rindió frutos, pues, el segundo semestre del 2012, se le abren chances tras las partidas de Pablo Mouche y Darío Cvitanich, habituales titulares. En el primer partido de la temporada 2012/13, contra Quilmes, ingresó promediando el segundo tiempo. Si bien Boca perdió por 3 a 0, Gaona Lugo consiguió ser uno de los mejores rendimientos en el xeneize ese día. A comienzos de la temporada 2013/2014, antes de que Boca empezase con los trabajos de pretemporada el entrenador del club, Carlos Bianchi, le informó de que no lo tendría en cuenta para la siguiente temporada. Poco después de haber hablado con su entrenador, recibiría una oferta concreta del Club Cerro Porteño de Paraguay, luego de una estadía de una semana en el país mencionado, la contratación no prosperó debido a que no estaba en condiciones médicas aptas y terminaría volviendo al conjunto xeneize, pero a la división reserva. 

### Olimpo
Debido a sus innumerables lesiones jamás se asentó en el equipo perdiendo la consideración de Julio César Falcioni y luego Carlos Bianchi en su etapa por Boca, ocasionado su salida a préstamo por 18 meses el 1 de agosto del 2013 al Club Olimpo. De todos modos su falta de ritmo y continuidad le pasaron factura en esta nueva etapa, pudiendo recién asentarse en el 2014, lo que le valió un contrato nuevo por 3 temporadas. Finalizado su contrato en 31 de diciembre del 2017, tras casi 5 temporadas en Olimpo de Bahía Blanca, donde estuvo inactivo los últimos 6 meses, arregla con Olimpia donde se pondrá la franja negra por las temporadas 2018 y 2019.

## Estadísticas

### Clubes
| Club                       | Div.          | Temporada     | Liga  | Liga  | Liga   | Copas nacionales(1) | Copas nacionales(1) | Copas nacionales(1) | Torneos internacionales(2) | Torneos internacionales(2) | Torneos internacionales(2) | Total(3) | Total(3) | Total(3) |
| Club                       | Div.          | Temporada     | Part. | Goles | Asist. | Part.               | Goles               | Asist.              | Part.                      | Goles                      | Asist.                     | Part.    | Goles    | Asist.   |
| -------------------------- | ------------- | ------------- | ----- | ----- | ------ | ------------------- | ------------------- | ------------------- | -------------------------- | -------------------------- | -------------------------- | -------- | -------- | -------- |
| Boca Juniors Argentina     | 1.ª           | 2010-11       | 4     | 0     | 0      | 0                   | 0                   | 0                   | 0                          | 0                          | 0                          | 4        | 0        | 0        |
| Boca Juniors Argentina     | 1.ª           | 2011-12       | 3     | 0     | 1      | 0                   | 0                   | 0                   | 2                          | 0                          | 0                          | 5        | 0        | 1        |
| Boca Juniors Argentina     | 1.ª           | 2012-13       | 5     | 0     | 0      | 1                   | 0                   | 1                   | 1                          | 0                          | 0                          | 7        | 0        | 1        |
| Boca Juniors Argentina     | Total club    | Total club    | 12    | 0     | 1      | 1                   | 0                   | 1                   | 3                          | 0                          | 0                          | 16       | 0        | 2        |
| Olimpo Argentina           | 1.ª           | 2013-14       | 14    | 0     | 0      | 0                   | 0                   | 0                   | 0                          | 0                          | 0                          | 14       | 0        | 0        |
| Olimpo Argentina           | 1.ª           | 2014          | 12    | 0     | 1      | 1                   | 0                   | 0                   | 0                          | 0                          | 0                          | 13       | 0        | 1        |
| Olimpo Argentina           | 1.ª           | 2015          | 6     | 0     | 0      | 1                   | 0                   | 0                   | 0                          | 0                          | 0                          | 7        | 0        | 0        |
| Olimpo Argentina           | 1.ª           | 2016          | 13    | 1     | 1      | 1                   | 0                   | 0                   | 0                          | 0                          | 0                          | 14       | 1        | 1        |
| Olimpo Argentina           | 1.ª           | 2016-17       | 3     | 0     | 0      | 0                   | 0                   | 0                   | 0                          | 0                          | 0                          | 3        | 0        | 0        |
| Olimpo Argentina           | 1.ª           | 2017-18       | 4     | 0     | 0      | 0                   | 0                   | 0                   | 0                          | 0                          | 0                          | 4        | 0        | 0        |
| Olimpo Argentina           | Total club    | Total club    | 52    | 1     | 2      | 3                   | 0                   | 0                   | 0                          | 0                          | 0                          | 55       | 1        | 2        |
| Olimpia Paraguay           | 1.ª           | 2018          | 1     | 0     | 0      | 0                   | 0                   | 0                   | 1                          | 0                          | 0                          | 2        | 0        | 0        |
| Olimpia Paraguay           | Total club    | Total club    | 1     | 0     | 0      | 0                   | 0                   | 0                   | 1                          | 0                          | 0                          | 2        | 0        | 0        |
| Guaraní Paraguay           | 1.ª           | 2018          | 17    | 0     | 0      | 0                   | 0                   | 0                   | 0                          | 0                          | 0                          | 17       | 0        | 0        |
| Guaraní Paraguay           | 1.ª           | 2019          | 12    | 0     | 0      | 0                   | 0                   | 0                   | 2                          | 0                          | 0                          | 14       | 0        | 0        |
| Guaraní Paraguay           | Total club    | Total club    | 29    | 0     | 0      | 0                   | 0                   | 0                   | 2                          | 0                          | 0                          | 31       | 0        | 0        |
| Sportivo Luqueño Paraguay  | 1.ª           | 2020          | 23    | 4     | 1      | 0                   | 0                   | 0                   | 4                          | 0                          | 0                          | 27       | 4        | 1        |
| Sportivo Luqueño Paraguay  | Total club    | Total club    | 23    | 4     | 1      | 0                   | 0                   | 0                   | 4                          | 0                          | 0                          | 27       | 4        | 1        |
| Nacional Paraguay          | 1.ª           | 2021          | 32    | 4     | 5      | 0                   | 0                   | 0                   | 2                          | 0                          | 0                          | 34       | 4        | 5        |
| Nacional Paraguay          | 1.ª           | 2022          | 38    | 1     | 4      | 0                   | 0                   | 0                   | 2                          | 0                          | 0                          | 40       | 1        | 4        |
| Deportivo Municipal · Perú | 1.ª           | 2023          | 5     | 0     | 1      | 0                   | 0                   | 0                   | -                          | -                          | -                          | 5        | 0        | 1        |
| Deportivo Municipal · Perú | Total club    | Total club    | 5     | 0     | 1      | 0                   | 0                   | 0                   | 0                          | 0                          | 0                          | 5        | 0        | 1        |
| Nacional Paraguay          | 1.ª           | 2023          | 20    | 0     | 2      | 5                   | 1                   | 0                   | 0                          | 0                          | 0                          | 25       | 1        | 2        |
| Nacional Paraguay          | 1.ª           | 2024          | 35    | 6     | 4      | 0                   | 0                   | 0                   | 8                          | 1                          | 3                          | 43       | 7        | 7        |
| Nacional Paraguay          | Total club    | Total club    | 125   | 11    | 15     | 5                   | 1                   | 0                   | 12                         | 1                          | 3                          | 143      | 14       | 18       |
| Total carrera              | Total carrera | Total carrera | 247   | 16    | 20     | 9                   | 1                   | 1                   | 22                         | 1                          | 3                          | 278      | 19       | 24       |

## Palmarés

### Campeonatos nacionales
| Título                       | Equipo       | País      | Año     |
| ---------------------------- | ------------ | --------- | ------- |
| Primera División             | Boca Juniors | Argentina | 2011    |
| Copa Argentina               | Boca Juniors | Argentina | 2011-12 |
| Primera División de Paraguay | Olimpia      | Paraguay  | A-2018  |
| Copa Paraguay                | Guaraní      | Paraguay  | 2018    |